# Иваниково (Вологодская область)
Иваниково — деревня в Харовском районе Вологодской области.
Входит в состав Харовского сельского поселения, с точки зрения административно-территориального деления — в Харовский сельсовет.
Расстояние до районного центра Харовска по автодороге — 3 км. Ближайшие населённые пункты — Клепестиха, Бараниха, Конанцево, Бор.
По переписи 2002 года население — 7 человек.